# گرلزفایواوا
گرلزفایواوا (انگلیسی: Girls5eva) مجموعه‌ای تلویزیونی آمریکایی کمدی-موزیکال ساختهٔ مردیث اسکاردینو است که پخش آن از ۶ مهٔ ۲۰۲۱ در پیکاک آغاز شد.

## کلّیت داستان
یک گروه موسیقی دختران که در اواخر دههٔ ۱۹۹۰ میلادی فقط به خاطر یک تک‌آهنگ مشهور شده بودند، زمانی که رپری در آهنگش از سمپل ترانهٔ آنها استفاده می‌کند؛ شانسی دوباره برای شهرت و موفّقیت به دست می‌آورند.

## بازیگران

### اصلی
- سارا باریلز در نقش داون
- باسی فیلیپس در نقش سامر
- پاولا پل در نقش گلوریا
- رنی الیس گولدزبری در نقش ویکی